# Distrikt Tres de Diciembre
Der Distrikt Tres de Diciembre (Tres de Diciembre spanisch für „3. Dezember“) liegt in der Provinz Chupaca in der Region Junín in Zentral-Peru. Der Distrikt wurde am 14. Juli 1959 gegründet. Er besitzt eine Fläche von 16,2 km². Beim Zensus 2017 wurden 2813 Einwohner gezählt. Im Jahr 1993 lag die Einwohnerzahl bei 1880, im Jahr 2007 bei 1920. Sitz der Distriktverwaltung ist die 3180 m hoch gelegene Kleinstadt Tres de Diciembre mit 2813 Einwohnern (Stand 2017). Tres de Diciembre befindet sich 7 km südöstlich der Provinzhauptstadt Chupaca am Westufer des Río Mantaro.

## Geographische Lage
Der Distrikt Tres de Diciembre befindet sich im Andenhochland im Osten der Provinz Chupaca. Der Distrikt liegt am Westufer des Río Mantaro.
Der Distrikt Tres de Diciembre grenzt im Süden und im Westen an die Distrikte Chongos Bajo und San Juan de Iscos, im Norden an den Distrikt Huamancaca Chico sowie im Osten an die Distrikte Chilca, Huancán und Huaycachi (alle drei in der Provinz Huancayo).